# 956
Cette page concerne l'année 956  du calendrier julien.
L'année 956 est une année bissextile qui commence un mardi.

## Événements
- Mars : les Nubiens de Dongola envahissent Assouan et ses environs. Ils pillent le pays, massacrent et capturent la population. Ils doivent abandonner la région à la suite d’une contre-attaque arabe menée par Kâfûr, le gouverneur d'Égypte, qui s'enfonce à 200 km au sud d'Assouan[1].
- Printemps : une flotte de soixante-dix navires, conduite par Ghalib, amiral des Omeyyades de Cordoue, attaque les côtes de l'Ifriqiya fatimide. Elle incendie la ville de Marsa l-Lharaz, aujourd'hui El Kala et dévaste les cultures des régions de Sousse et de Tabarka[2].
- Septembre - octobre : le stratège byzantin Basile Hexamilitès bat la flotte de l'émir de Tarse, faisant de nombreux prisonniers[3].

### Europe
- Hasdaï ibn Shaprut, diplomate du calife de Cordoue, est envoyé en compagnie de Muhammad ibn Hussain négocier un traité de paix avec le roi Ordoño III de León au début de l'année. Le comte de Castille accepte à son tour un accord de paix[4].
- 26 janvier[5] : couronnement  d'Edwig, roi du Wessex. Exil de Dunstan de Cantorbéry à Gand[6].
- 8 avril : Otton, fils d'Hugues le Grand et frère d'Hugues Capet, devient duc de Bourgogne à la mort de son beau-père Gilbert de Chalon (fin du règne en 965)[7].
- 9 juin : mention du titre de vicomtesse dans l'acte d'un échange de propriétés fait à Nîmes sous le vicomte Bernard et son épouse la vicomtesse Gauza[8].

- 16 juin : mort d'Hugues le Grand à Dourdan alors qu'il revient d'Aquitaine[7]. Le roi Lothaire tarde à reconnaitre son fils mineur Hugues Capet comme duc des Francs (956-960). Les comtes Thibaud de Blois et Foulques d'Anjou en profitent pour se rendre autonomes[9].
- 30 août - 13 novembre : mort du roi Ordoño III de León à Zamora[10]. Son frère le roi de León Sanche Ier le Gras refuse d’honorer le traité de paix signé avec le calife de Cordoue. La guerre reprend entre chrétiens et musulmans[4].
- Les Byzantins envoient une flotte en Italie avec une armée tirée des thèmes de Thrace et de Macédoine sous le commandement du patrice Marianos Argyros, nommé stratège de Calabre et de Longobardie. Marianos réprime les révoltes, rétablit l’influence impériale en Campanie et prend l’offensive contre la Sicile musulmane où il s’empare de Taormine[11].
- Romain, fils de Constantin VII épouse une obscure et belle fille, Anastaso, qui devient Theophano[12].

- Épidémie de peste en Europe[7].